# Sander Boschker
Sander Boschker (ur. 20 października 1970 w Lichtenvoorde) – holenderski piłkarz grający na pozycji bramkarza.

## Kariera
Boschker, oprócz jedno-sezonowego epizodu w Ajaksie Amsterdam, związany jest z jednym klubem – FC Twente. Jest pewnym punktem i żywą legendą zespołu. W listopadzie 2006 roku brał udział w meczu swojej drużyny z FC Groningen, wówczas drużyna z Arke Stadion pokonała swoich rywali aż 7-1. Ten mecz na pewno zapamięta na długo, ponieważ w żadnym innym spotkaniu z tak dużą liczbą goli nie wystąpił. Teraz jego celem jest rozegranie 500 spotkań dla Twente i wcale dużo mu nie brakuje. Kluczowym momentem w jego karierze był również finał KNVB Beker w 2001 roku. Twente odniosło sukces pokonując PSV Eindhoven po serii rzutów karnych, a Boschker obronił w sumie trzy strzały z jedenastu metrów.
W 2005 roku Boschker podpisał nowy kontrakt ze swoim klubem, który obowiązywał go do 2009 roku. Piłkarz przedłużył umowę, a w 2010 zdobył z Twente mistrzostwo Holandii. Srebrny medalista Mistrzostw Świata w 2010 roku w Republice Południowej Afryki. W 2014 zakończył karierę.

## Sukcesy
Twente
- Mistrzostwo Holandii 2009–10
- Puchar Holandii 2000–01
- Puchar Intertoto 2006

Ajax
- Mistrzostwo Holandii 2003–04